# Мікаель Баклунд
Мікаель Баклунд (швед. Mikael Backlund; нар. 17 березня 1989, Вестерос, Вестманланд, Швеція) — шведський хокеїст, центральний/лівий нападник. Виступає за «Калгарі Флеймс» у Національній хокейній лізі. 
Вихованець хокейної школи ХК «Вестерос». Виступав за ХК «Вестерос», «Калгарі Флеймс», «Келоуна Рокетс» (ЗХЛ), «Ебботсфорд Гіт» (АХЛ).
В чемпіонатах НХЛ — 138 матчів (15+31).
У складі національної збірної Швеції учасник чемпіонатів світу 2010 і 2011 (15 матчів, 3+3). У складі молодіжної збірної Швеції учасник чемпіонатів світу 2008 і 2009. У складі юніорської збірної Швеції учасник чемпіонатів світу 2006 і 2007.

## Досягнення
- Чемпіон світу (2018)
- Срібний призер чемпіонату світу (2011), бронзовий призер (2010)
- Срібний призер молодіжного чемпіонату світу (2008, 2009)
- Бронзовий призер юніорського чемпіонату світу (2002).